# Meritxell Sabate
Meritxell Sabate (ur. 8 września 1980) – andorska pływaczka, olimpijka. Wystąpiła na igrzyskach olimpijskich w 1996 (Atlanta) oraz w 2000 (Sydney) roku. Nie zdobyła żadnych medali.

## Letnie Igrzyska Olimpijskie 1996 w Atlancie
| Konkurencja          | Eliminacje | Eliminacje | Ćwierćfinały           | Ćwierćfinały           | Półfinały              | Półfinały              | Finał                  | Finał                  |
| Konkurencja          | Czas       | Miejsce    | Czas                   | Miejsce                | Czas                   | Miejsce                | Czas                   | Miejsce                |
| -------------------- | ---------- | ---------- | ---------------------- | ---------------------- | ---------------------- | ---------------------- | ---------------------- | ---------------------- |
| 200m stylem zmiennym | 2:37,38    | 42.        | → Nie awansowała dalej | → Nie awansowała dalej | → Nie awansowała dalej | → Nie awansowała dalej | → Nie awansowała dalej | → Nie awansowała dalej |

## Letnie Igrzyska Olimpijskie 2000 w Sydney
| Konkurencja          | Eliminacje | Eliminacje | Ćwierćfinały           | Ćwierćfinały           | Półfinały              | Półfinały              | Finał                  | Finał                  |
| Konkurencja          | Czas       | Miejsce    | Czas                   | Miejsce                | Czas                   | Miejsce                | Czas                   | Miejsce                |
| -------------------- | ---------- | ---------- | ---------------------- | ---------------------- | ---------------------- | ---------------------- | ---------------------- | ---------------------- |
| 200m stylem zmiennym | 2:30,41    | 35.        | → Nie awansowała dalej | → Nie awansowała dalej | → Nie awansowała dalej | → Nie awansowała dalej | → Nie awansowała dalej | → Nie awansowała dalej |